# Bento (football)
Pour les articles homonymes, voir Bento (homonymie).
Bento Matheus Krepski dit Bento, né le 10 juin 1999 à Curitiba au Brésil, est un footballeur international brésilien qui joue au poste de gardien de but à Al-Nassr FC.

## Biographie

### En club
Né à Curitiba au Brésil, Bento est notamment formé à l'Athletico Paranaense, qu'il rejoint à l'âge de 14 ans. Il y fait ensuite toute sa formation de footballeur jusqu'aux professionnels.  Le 21 juillet 2020, il signe un nouveau contrat le liant au club jusqu'en 2023.
C'est avec ce club qu'il fait ses débuts en professionnel, le 24 novembre 2020, lors d'une rencontre de Copa Libertadores contre les Argentins du CA River Plate. Il est titularisé et les deux équipes se neutralisent ce jour-là. Bento fait sa première apparition en première division brésilienne le 28 novembre 2020 face à la SE Palmeiras. Il est titularisé mais ne peut empêcher son équipe de s'incliner par trois buts à zéro.
Le 21 juin 2022, Bento prolonge son contrat avec l'Athletico Paranaense jusqu'en décembre 2026,.

### En sélection
Le 18 août 2023, Bento est convoqué pour la première fois avec l'équipe nationale du Brésil par le sélectionneur Fernando Diniz,.
C'est finalement le nouveau sélectionneur Dorival Júnior qui lui permet de faire ses débuts en sélection. Bento honore ainsi sa première sélection avec le Brésil le 23 mars 2024 contre l'Angleterre, en match amical, à Wembley. Il est directement titularisé et son équipe s'impose par un but à zéro.
Le 10 mai 2024, il figure dans la liste des joueurs retenus par Dorival Júnior pour participer à la Copa América 2024. 

## Statistiques

### En sélection nationale
| Saison                | Sélection             | Phases finales        | Phases finales | Phases finales | Éliminatoires CDM | Éliminatoires CDM | Matchs amicaux | Matchs amicaux | Total | Total |
| Saison                | Sélection             | Compétition           | M              | B              | M                 | B                 | M              | B              | M     | B     |
| --------------------- | --------------------- | --------------------- | -------------- | -------------- | ----------------- | ----------------- | -------------- | -------------- | ----- | ----- |
| 2023-2024             | Brésil                | Copa América 2024     | 0              | 0              | 0                 | 0                 | 2              | 0              | 2     | 0     |
| Total sur la carrière | Total sur la carrière | Total sur la carrière | 0              | 0              | 0                 | 0                 | 2              | 0              | 2     | 0     |

## Palmarès
Athletico Paranaense
- Copa Sudamericana (1) :
  - Vainqueur : 2021.
- Copa Libertadores :
  - Finaliste : 2022.